# Mugil curema
La lisa blanca o lisa criolla es la especie Mugil curema, un pez marino de la familia mugílidos, distribuida por la costa este del océano Atlántico desde el norte de España hasta Namibia, toda la costa oeste del Atlántico incluyendo el mar Caribe y el golfo de México, así como por la costa este del océano Pacífico desde el golfo de California hasta Chile. Otros nombres comunes sinónimos usados en algunos lugares son: anchoa blanca, anchoveta, capitón, chango, galupe, jarea, lebrancha, lebranche, lisa plateada, liseta, liseta plateada o plateado.

## Industria
Conforma una importante fuente de alimentación humana, además de que por su importancia comercial también es cultivado en acuicultura.

## Anatomía
Su tamaño máximo normal es de unos 30 cm, aunque se han descrito capturas de 90 cm. En la aleta dorsal tiene 4 o 5 espinas y unos 8 a 9 radios blandos, con 3 espinas y 9 o 10 radios blandos en la aleta anal; las escamas de los lados están cubiertas por escamas secundarias más pequeñas.

## Hábitat y biología
Viven en el mar a poca profundidad a fondos arenosos o asociados a arrecifes, con comportamiento catádromo, los juveniles habitan las aguas costeras, sobre todo cerca de estuarios y lagunas costeras, mientras que los adultos forman cardumen y a menudo penetran en los ríos.
Se alimentan de algas, tanto microscópicas como filamentosas, mientras que los juveniles se alimentan de organismos planctónicos. La reproducción tiene lugar entre marzo y agosto, poniendo varios millones de huevos provistos de un considerable vitelo.